# ريتشارد إليس
ريتشارد إليس (بالإنجليزية: Richard Ellis)‏ (و. 1950 – م) هو عالم فلك من المملكة المتحدة . وهو عضواً في الجمعية الملكية.

## التعليم
تعلم في كلية لندن الجامعية، وكلية ولفسون ‏

## مناصب وهيئات
أدار معهد كاليفورنيا للتقنية، وكلية لندن الجامعية.

## جوائز
حصل على جوائز منها:
- الميدالية الذهبية للجمعية الفلكية الملكية (2011)
- قائد وسام الامبراطورية البريطانية
- زميل في الجمعية الملكية.